# Ardeotis
Ardeotis Le Maout, 1853 è un genere di uccelli della famiglia Otididae.

## Tassonomia
Comprende le seguenti specie:
- Ardeotis arabs (Linnaeus, 1758) - otarda araba
- Ardeotis australis (Gray, 1829) - otarda australiana
- Ardeotis kori (Burchell, 1822) - otarda kori
- Ardeotis nigriceps (Vigors, 1831) - otarda maggiore indiana